# Pandanus heterostigma
Pandanus heterostigma là một loài thực vật có hoa trong họ Dứa dại. Loài này được (Martelli) Martelli miêu tả khoa học đầu tiên năm 1913.